# Battle droid
Een battle droid is een fictieve droid uit de Star Wars-saga. Het zijn gevechtsdroids die in de prequel-filmtrilogie (Episode I, II en III) en bijbehorende media worden gebruikt door de Handelsfederatie (Engels: Trade Federation). Oorspronkelijk werden ze door hen ingezet als bescherming van vrachtschepen, maar in de Slag om Naboo en de Kloonoorlogen worden ze ingezet als soldaten. Bij de Kloonoorlogen sluit de Federatie zich aan bij de Separatisten (of: Confederacy of Independent Systems) van graaf Dooku.

## Achtergrond
Een battle droid heeft geen gevoelens, waardoor het een uitstekende vechtmachine is. Een battle droid is 1,91 meter groot en kan verschillende functies aangemeten krijgen, zoals infanterie (grondtroepen), bewakingspersoneel en bemanning van voertuigen zoals de AAT.
De battle droids kregen oorspronkelijk hun instructies rechtstreeks van het moederschip, en waren daardoor niet in staat zelfstandig te handelen. Dit had als nadeel dat als het moederschip werd vernietigd, de droids machteloos werden. Dit gebeurt onder andere in de Slag om Naboo (in Star Wars: Episode I: The Phantom Menace), waarin de droids verloren wanneer de jonge Anakin Skywalker hun moederschip/droidcontroleschip vernietigde. In de Kloonoorlogen van Episode II en Episode III kwamen daarom types voor die ook zelfstandig konden denken en handelen. Samen met de super battle droids werden de battle droids dus een stuk gevaarlijker.
Battle droids zijn bewapend met lasergeweren en worden vervoerd in Multi Troop Transport-schepen. Hun primaire strategie is de vijand overmeesteren door in grote aantallen tegelijk aan te vallen.
De Handelsfederatie had in de Kloonoorlogen een onbekend aantal battle droids, maar men is er wel zeker van dat dit aantal het Kloonleger (Clone Troopers) oversteeg. Battle droids zijn ook veel goedkoper te produceren voor de oorlogsmachines van de Separatisten.
Battle droids leverden hun eerste slag in de Kloonoorlogen tijdens de Slag om Geonosis, die gewonnen werd door de Galactische Republiek met haar leger van Clone Troopers onder leiding van de Jedi.
Nadat de Separatisten waren verslagen en Darth Sidious de Galactische Republiek omvormde tot het Galactische Keizerrijk, liet hij de resterende battle droids ontmantelen. Battle droids werden derhalve niet gezien in de oorspronkelijke filmreeks (Episode IV, V en VI).

## Varianten
Kleurmarkeringen op battle droids met specifieke taken:
- Geen markering: standaardtroepen (infanterie)
- Bruin/rood: beveiligingstroepen
- Blauw: piloten
- Geel: commandanten (deze kunnen zelf ook bevelen geven)

## Feiten
- Er bestaat ook een super battle droid die hetzelfde uiterlijk heeft als een gewone battle droid maar groter is, en bovendien geen geweer hoeft te dragen (zit ingebouwd). Deze is te zien in Episode II en III.
- In Episode I was er een commandant met het nummer OOM-9. OOM-9 had het bevel tijdens de Slag om Naboo op de Grote Gras Velden. Het droidleger vocht toen tegen het leger van de Gungans.
- De Battle Droids worden ingesproken door Matthew Wood, die tevens Bib Fortuna speelde en de stem van General Grievous insprak.